# Approche universaliste
L'approche universaliste est une approche utilisée en parapsychologie. Elle consiste à mettre en place une expérience en utilisant des sujets non sélectionnés.
L'approche universaliste a pour objectif d'étudier les perceptions extra-sensorielles et la psychokinèse au sein de la population dans son ensemble, de façon à déterminer si ces capacités, à supposer qu'elles existent, sont inhérentes à chaque individu.